# Casque attique

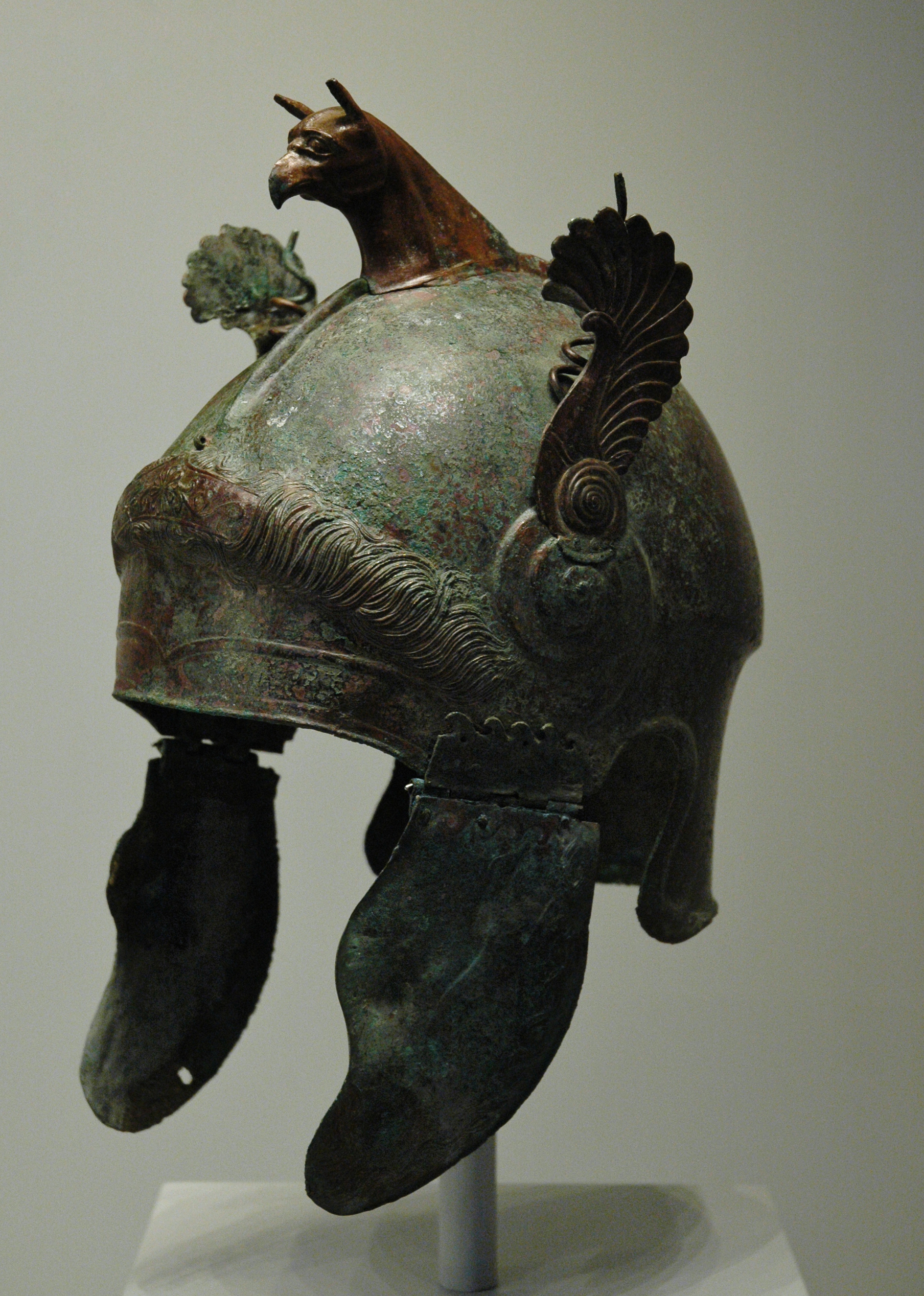
Un casque de cérémonie attique du Sud de l'Italie, vers 300 avant J.-C.

Le casque attique était un type de casque originaire de la Grèce classique largement utilisé en Italie et dans le monde hellénistique jusque dans l'Empire romain. Son nom est une convention historiographique moderne : « Des termes tels que Illyrien et Attique sont utilisés en archéologie par commodité pour désigner un type particulier de casque, mais n'indiquent pas son origine. »

## Description
Le casque attique était similaire au casque chalcidien, mais il lui manquait un protège-nez. Bien qu'en Grèce même, son utilisation ne soit pas aussi répandue que les types corinthiens ou phrygiens, le casque attique est devenu très populaire en Italie, où la plupart des exemples ont été trouvés. De nombreux peuples italiens ont utilisé des variantes du casque attique, mais archéologiquement parlant, il a été particulièrement important dans les sépultures samnites et lucaniennes et leur art associé (fresques, etc.).
En tant que motifs artistiques, les variations du casque attique ont longtemps survécu aux autres types de casques contemporains ; elles étaient utilisées pour donner un aspect archaïque aux représentations de généraux, d'empereurs et de gardes prétoriens durant les périodes hellénistique et romaine. De ce fait, une forme de casque attique est devenue une partie de l'image populaire d'un officier romain. 
On les retrouve dans l'art à partir de la Renaissance ou dans les premières productions hollywoodiennes. Cependant, aucun vestige archéologique de ce type de casque n'a été retrouvé à ce jour. Le casque romain impérial qui se rapproche le plus du type illustré dans la sculpture en relief date du IIe siècle après J.-C. et a été trouvé en Bavière. Il a été classé en tant que casque "pseudo-attique" par certains chercheurs. Il est en bronze étamé et est très minutieusement décoré avec une crête intégrée soulevée du crâne incorporant un aigle.

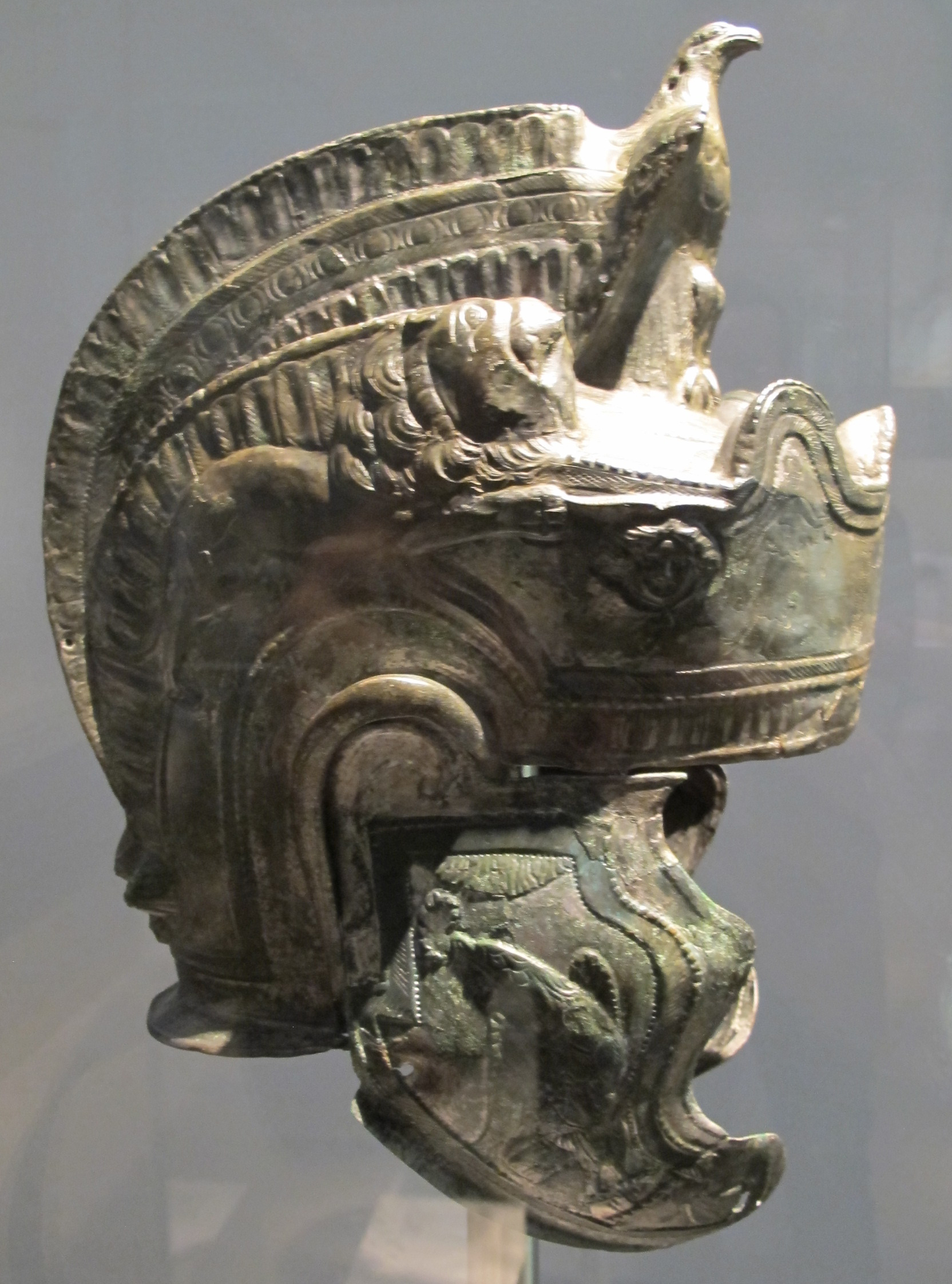
Casque romain "pseudo-attique", IIe siècle après J.C.
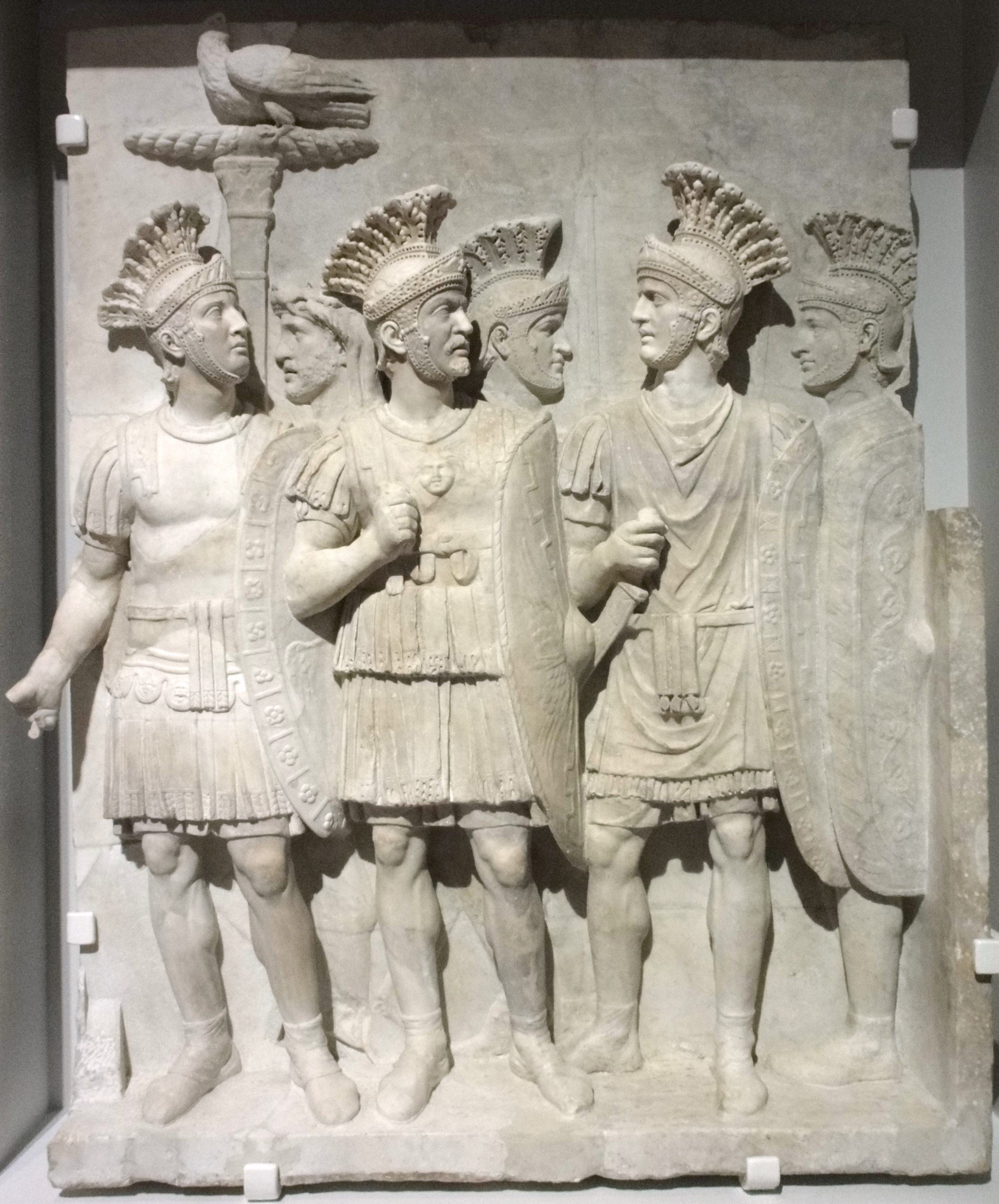
Le relief des prétoriens sur l'Arc de Claudius.